# HOC Saint-Cyr-sur-Mer
Le HOC Saint-Cyr-sur-Mer était un club français de handball féminin basé à Saint-Cyr-sur-Mer. Il est dissous en 2005 à la suite de la fusion avec le Toulon VHB pour former le Toulon Saint-Cyr Var Handball. 
Le club a notamment remporté le championnat de France de Division 2 en 2005, juste avant la fusion.